# Музей Балакирева
Музей М. А. Балакирева — единственный в мире музей неформального главы «Могучей кучки» Милия Алексеевича Балакирева.

## Расположение
Музей располагается в Нижнем Новгороде на улице Провиантской в одноэтажном доме, где композитор родился в семье потомственного дворянина Алексея Константиновича Балакирева (1809—1869) и прожил первые 6 лет.

## История
В 1973 году дом был расселен и капитально отремонтирован. Там размещалась экспозиция, посвященная жизни и творчеству  композитора, созданная сотрудниками Государственного музея им. Горького. В доме также находились Горьковский союз композиторов и хоровое общество. Тогда же там проходили музыкальные вечера, посвященные памяти М. Балакирева. 
На сегодняшний день музей закрыт.